# Halicarcinus filholi
Halicarcinus filholi is een krabbensoort uit de familie van de Hymenosomatidae. De wetenschappelijke naam van de soort is voor het eerst geldig gepubliceerd in 1887 door De Man.